# Saint-Bonnet-l'Enfantier
 Saint-Bonnet-l'Enfantier  là một xã thuộc tỉnh Corrèze trong vùng Nouvelle-Aquitaine miền trung Pháp.